# El Diablo - Tren de la Mina
El Diablo - Tren de la Mina és una muntanya russa situada a l'àrea de México del parc temàtic PortAventura Park. És una muntanya russa d'estil miner inaugurada el 1995 juntament amb la resta del parc.

## Argument
Una antiga mina de plata tornar a obrir i necessita nous treballadors. Cartells ho anuncien i un grup de joves en busca de riqueses entren a la mina per l'oferta del treball. Aquests miners no es van tornar a veure mai més.
Durant 50 anys ningú s'ha atrevit a entrar a la mina fins que una intrèpida arqueòloga s'interessa per la maledicció i els comentaris de la gent i decideix entrar-hi. Després d'hores caminant per la mina va sentir un soroll molt fort i una llum cegadora la va enlluernar, va veure un tren miner que s'apropava ràpidament cap a ella. Va córrer a refugiar-s'hi i es va perdre per la mina, però va trobar tots els miners desapareguts. Van aconseguir sortir tots de la mina. La mina es torna a obrir i busca nous miners.

## Recorregut
Es surt de l'estació per un túnel que creua el camí i les vies del tren intern de Port Aventura. Després d'un parell de revolts s'arriba a la primera cremallera. Després d'ascendir la cremallera, el tren va descendint creuant-se amb l'atracció Silver River Flume.
S'arriba a la segona cremallera, la més baixa. Un cop pujada es gira cap a l'esquerra fent una baixada i pujada i s'arriba a uns frens, passats els frens es gira a la dreta i s'arriba a la tercera i major cremallera del recorregut, des de dalt de la cremallera es pot veure perfectament el Dragon Khan, el Shambhala i tota la Xina. La baixada és una espiral d'una mica més de 270° que acaba entrant en un túnel paral·lel al de la sortida. En sortir es fa una espiral també d'uns 270° a la dreta, d'allí es fa una petita dreta i es gira a la dreta i s'entra en uns frens que redueixen la velocitat per entrar en un túnel en el qual gires a la dreta i arribes als frens d'abans de l'estació.

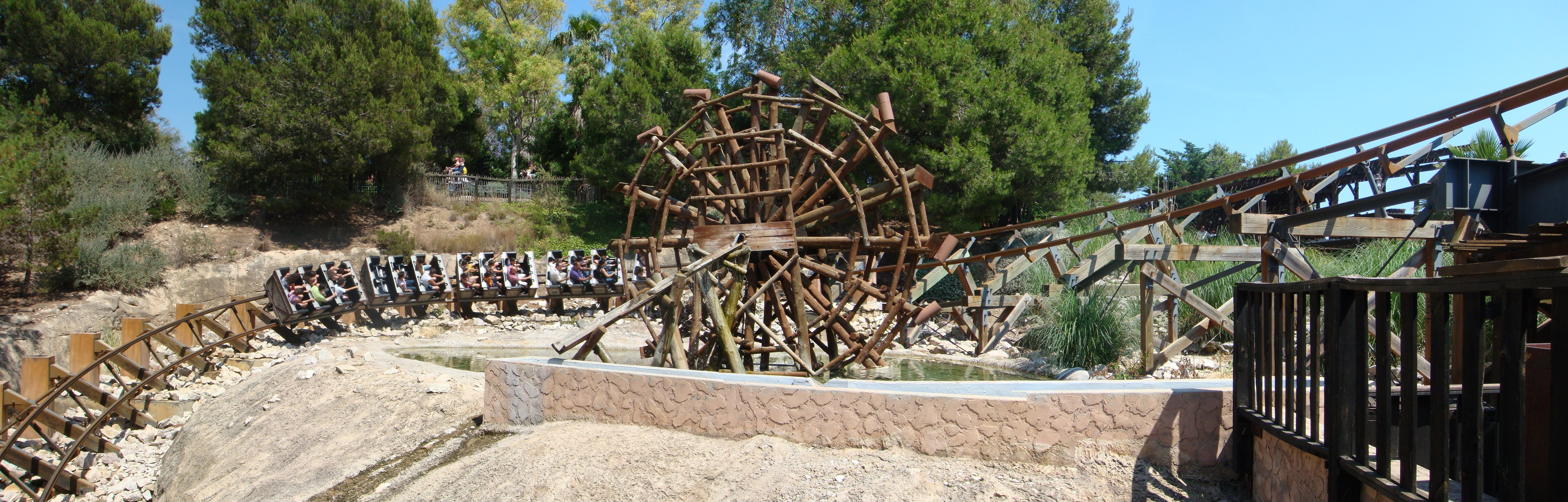
Últim gir del recorregut

## Tematització

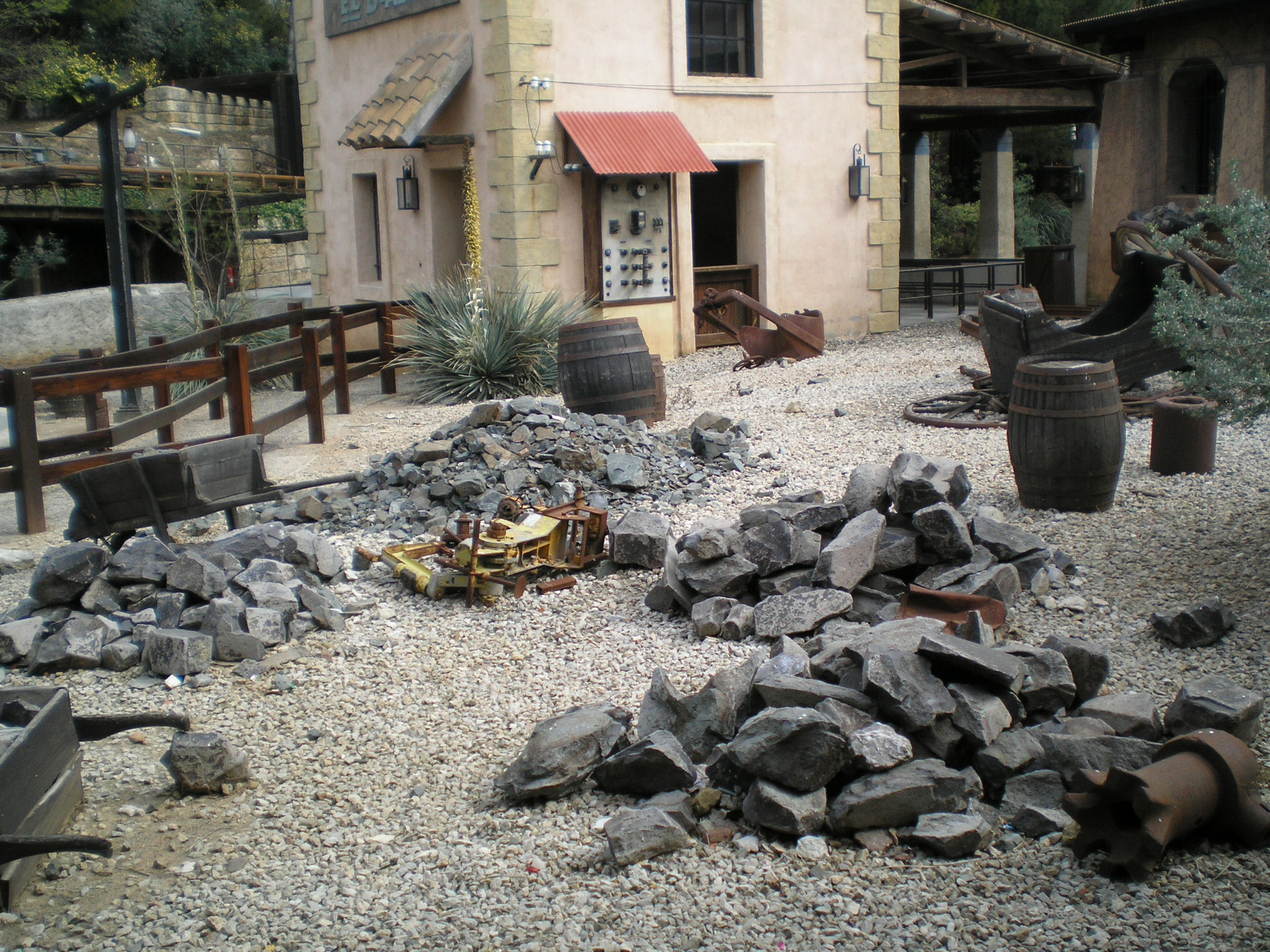
Tematizació visible des de la cua

Està tematitzada en una mina de Mèxic; està tematitzada l'estació i la zona de cues amb gran detall, però bona part del recorregut li falta tematització.

## Altres atraccions de Port Aventura
- Dragon Khan
- Stampida
- Furius Baco
- Huracan Condor
- Tutuki Splash